# 米兰第七区
米兰第七区（意大利语: Zona 7 di Milano）是意大利米兰的九个区之一。它是米兰延伸最长也是最靠西面的一个区。

## 细分
米兰第七区包括以下小区：Assiano、巴乔（Baggio）、Figino、Fopponino、Forze Armate、哈勒尔（Harar）、拉马达莱（La Maddalena）、Muggiano、Porta Magenta、 奥尔米区（Quartiere degli Olmi）、Quarto Cagnino、昆托罗马诺（Quinto Romano）、圣西罗（San Siro）、Valsesia和韦尔切莱塞（Vercellese）。